# لاریسا میلر
لاریسا میلر (به انگلیسی: Larrissa Miller) ژیمناست زادهٔ ۱۲ ژوئیهٔ ۱۹۹۲ میلادی اهل کشور استرالیا است.